# Meniscomorpha helspina
Meniscomorpha helspina là một loài tò vò trong họ Ichneumonidae.